# Felicity Ace
Felicity Ace — грузовое судно (ролкер), построенное на верфи Shin Kurushima в 2005 году, принадлежало и управлялось японской Mitsui O.S.K. Lines, зарегистрированной в Панаме. Загорелось в феврале 2022 года вблизи Азорских островов. Затонуло 1 марта 2022 года.

## Последний рейс

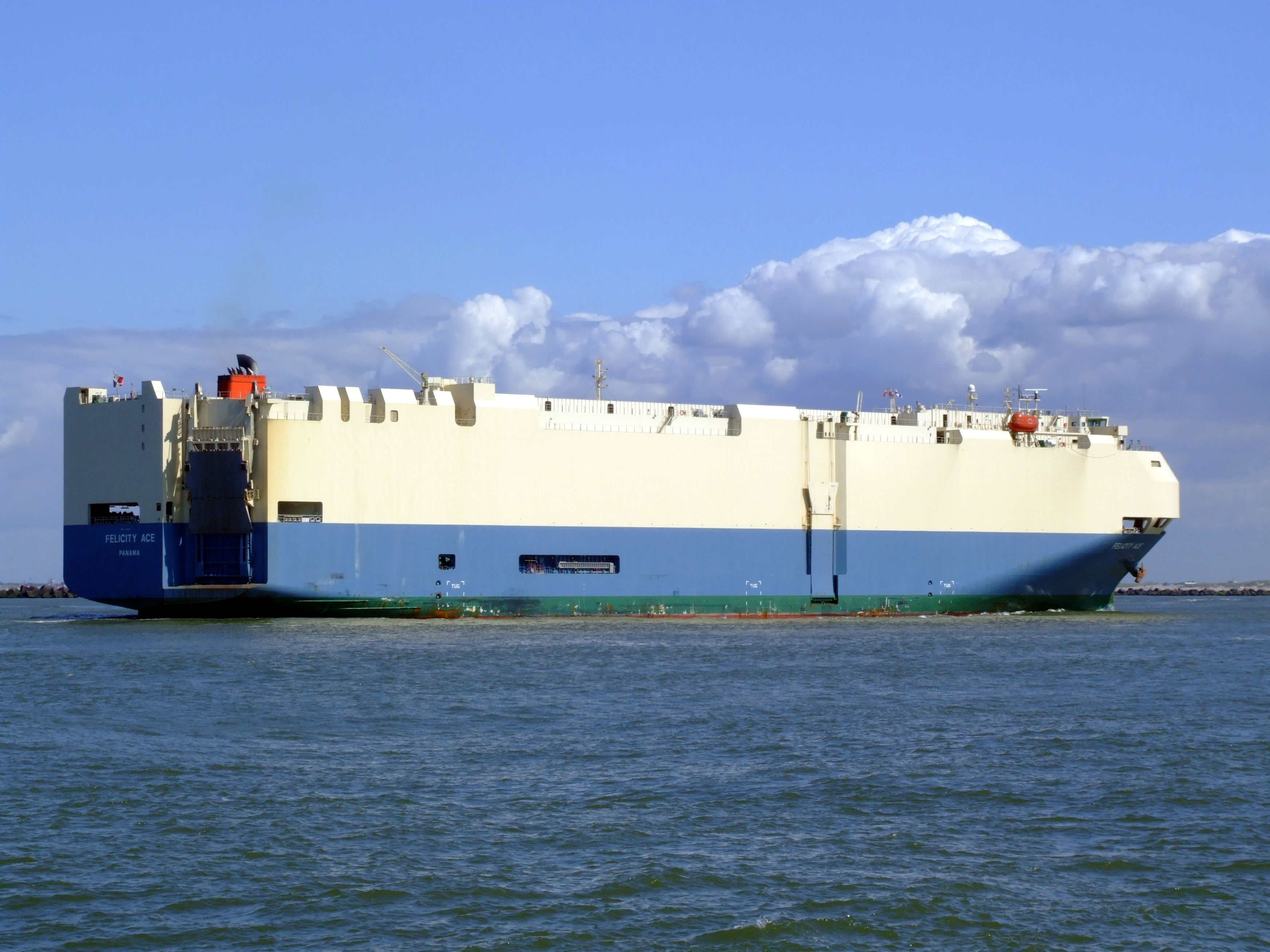
Felicity Ace

Из порта Эмден (Германия) судно вышло 10 февраля 2022 года, имея на борту 3965 автомобилей концерна Volkswagen AG, включая модели Volkswagen, а также Audi, Porsche, Lamborghini и Bentley, общей стоимостью до полумиллиарда евро.

### Катастрофа
16 февраля 2022 года во время перехода по Северной Атлантике в направлении Дейвисвилла, штат Род-Айленд (США) на грузовой палубе возник пожар. В это время корабль находился примерно в 200 милях от острова Терсейра (Азорские острова). Капитан сообщил Reuters, что возгорание произошло в литий-ионном аккумуляторе одной из машин, и пожар можно потушить только с помощью специального оборудования, ввиду того, что литий-ионные аккумуляторы способны гореть без доступа воздуха, так как в их состав входят как окислитель, так и горючее.
Все 22 члена экипажа были эвакуированы португальскими ВМС. Корабль сопровождал патрульный корабль ВМС Португалии NRP Setúbal примерно на 170 километров (110 миль) юго-западнее Азорских островов, ожидая, пока спасатели попытаются потушить пожар и отбуксировать судно к берегу. Для поддержки судна были заказаны два больших буксира с противопожарным оборудованием из Гибралтара. Кроме того, спасательное судно с противопожарным оборудованием ожидалось из Роттердама. Спикер португальского флота сказал, Felicity Ace вряд ли будет отбуксировано в порт на Азорских островах из-за его размеров. Возможность буксировки судна осложнялась тем, что его груз продолжал гореть ещё несколько дней после начала пожара.
Компания Russell Group, занимающаяся моделированием рисков, подсчитала, что инцидент может обойтись автопроизводителю как минимум в $155 млн, говорится в заметке. Общая стоимость автомобилей на борту оценивается в $401 млн.
1 марта 2022 года Felicity Ace перевернулся и затонул.